# Vecchia Roma
Vecchia Roma è un brano musicale composto da Mario Ruccione, con testo di Luciano Luigi Martelli. Il brano cult del repertorio e della discografia di Claudio Villa che ne fu primo acclamato interprete. Fu incisa l'11 settembre 1948.

## Descrizione e significato
Vecchia Roma, sotto la luna, non canti più,
li stornelli, le serenate di gioventù.
E gli innamorati non vanno più sul lungo Tevere a rubarsi i baci, e a sognare all’ombra del cielo blu.
Luciano L. Martelli, Vecchia Roma, 1948»
Siamo nel 1948 e gli autori parlano di Roma come di una città che è diventata moderna e che ha perso le antiche usanze. Roma ha seguito il modernismo, il progresso e ha perso la sua dimensione romantica.
Appena finita la guerra in Italia si erano verificati grandi cambiamenti: nei settori della moda e dei costumi e andarono in abbandono vecchie abitudini canore. Il brano è un ricordo nostalgico di una città sparita e cancellata dalla  modernità anche all'interno della città storica.
Il protagonista ricorda con nostalgia la sua città natale. Ed evoca le immagini di una città antica e ricca di storia, e descrive come si senta a casa quando ritorna a Roma. La canzone è un inno alla bellezza e alla grandezza di Roma, e una celebrazione della sua storia e della sua cultura.

## Nel cinema
Nel 2009, il brano musicale ha fatto parte della colonna sonora nel film musicale “Tanto pe' cantà” di Carlo Lizzani, interpretata dall'attrice e cantante Elena Bonelli. 